# Jurij Tarnawski
Tarnawski Jurij (ukr. Тарнавський Юрій), (ur. 1934 w Turce) – ukraińsko-angielski poeta, pisarz, tłumacz, emigrant ukraiński, jeden z założycieli, razem z Bohdanem Rubczakiem i Bohdanem Bojczukiem, Grupy Nowojorskiej (Нью-Йоркська група), współzałożyciel i współredaktor literaturo-kulturalnego rocznika „Nowe Poezje” („Нові Поезії”), członek amerykańskiej grupy Fiction Collective oraz Stowarzyszenia Pisarzy Ukrainy (Спілкa письменників України), profesor ukraińskiej literatury i kultury na wydziale języków słowiańskich Uniwersytetu Columbia.
Jego ojciec był nauczycielem i dyrektorem szkoły, matka - także nauczycielką. W 1944 r. wyjechał z rodziną do Niemiec. Po II wojnie mieszkał w obozie dla przesiedlonych, gdzie uczęszczał do ukraińskiego i niemieckiego gimnazjum. Szkołę średnią zakończył eksternistycznie w Monachium. W 1952 roku wyjechał do USA. Studiował Nowojorskim Uniwersytecie inżynierię elektroniczną. Zakończył studia w 1956 roku ze stopniem BSEE. Został pracownikiem IBM – znanego koncernu, produkującego komputery i oprogramowanie. Pracował w nim aż do 1992 r. Na początku jako inżynier elektronik pracował nad automatycznym przekładem z jęz. rosyjskiego na angielski. Kierował działem tłumaczy w IBM, w wojskowej szkole w Nowym Jorku oraz w Bibliotece Kongresu w Waszyngtonie. Program stworzony przez jego grupę jako pierwszy na świecie nadawał się do zastosowań praktycznych.
W l. 1964-1965, nie porzucając pracy w IBM, mieszkał w Hiszpanii, gdzie studiował lingwistykę teoretyczną po specjalizacji w transformacji gramatyki przy Uniwersytecie Nowojorskim. W 1982 r. zdobył stopień doktora filozofii. Pracował także nad sztuczną inteligencją i systemem ekspertowym. Za pracę w IBM zdobył szereg nagród. Był także autorem licznych prac w dziedzinie cybernetyki i lingwistyki. W ramach odznaczenia od Uniwersytetu Nowojorskiego, jako gość honorowy, stworzył pracę zatytułowaną Sztuczny intelekt i lingwistyka (Штучний інтелект і лінґвістика). Po odejściu z IBM został profesorem ukraińskiej literatury i kultury na wydziale języków słowiańskich Uniwersytetu Columbia, gdzie był współkoordynatorem ukraińskiego programu nauczania w l. 1993-1996.

## Twórczość literacka

### Poezje
Життя в місті, Nowy Jork 1956.
Пополудні в Покіпсі, Nowy Jork 1960.
Ідеалізована біографія, Monachium 1964.
Спомини, Monachium 1964.
Без Еспанії, Monachium 1969.
Поезії про ніщо і інші поезії на цю саме тему, Londyn – Nowy Jork 1970. Tom zbioru poezji, obejmuje: Життя в місті, Пополудні в Покіпсі, Ідеалізована біографія, Спомини, Без Еспанії, Пісні є-є, Анкети, Вино і ропа і Поезії про ніщо.
This Is How I Get Well / Ось, як я видужую, Monachium 1978. Dwujęzyczne wydanie.
Оперене серце, w czasopiśmie “Сучасність”, Monachium 1986.
Без нічого, Kijów 1991 (wybrane wiersze z wcześniejszych tomików).
Україна, Charków 1992.
Їх немає, Kijów 1999. Drugi tom zbioru poezji, obejmuje: Ось, як я видужую, Ідеальна жінка, Оперене серце, Фотографії, це квіти, Нулі й одиниці, Зео півонії, Врослі вірші, Дорослі вірші, Україна, Місто київ та ям.
Oto jak zdrowieje, Lublin 2002. Polski przekład Ось, як я видужую.

### Proza
Шляхи, Monachium 1961.
Meningitis, Nowy Jork 1978.
Three Blondes and Death, Nowy Jork 1993.
Не знаю, Kijów 2000. Zbiór wybranej prozy: Шляхи (w nowej wersji), Сім спроб (urywki z Смуток, Гіпокрит, Невинний у Парижі, Подорож на південь, Менінґіт, Три бльондинки і смерть, Короткі хвости i krótka literacka autobiografia Босоніж додому і назад.

## Teatr
Чотири проєкти на український національний прапор, czasopismo “Сучасність”, Monachium 1973.
Сука-скука / розпука, w czasopiśmie “Світо-Вид”, Kijów 1996.
Жіноча анатомія, w czasopiśmie “Світо-Вид”, Kijów 1998.
6х0, Kijów 1998. Zbiór dramatów: Сука-скука / розпука, Жіноча анатомія, Не Медея, Карлики, Коні, Гамлетта, Три метафоричні етюди і Чотири проєкти на український національний прапор.

## Tłumaczenia
Як кохався дон Перлімплін з Белісою у саду, dramat Lorki, przekład z jęz. hiszpańskiego, Monachium 1967.
Остання стрічка Краппа, dramat Samuela Becketta, przekł. z angielskiego, Monachium 1972.
Ukrainian Dumy – oral-tradition epic poetry, przekład z ukraińskiego, Cambridge 1979.
Angels in a Pyramid, wiersze Volodymyra Tsybulko, przekł. z ukraińskiego, Lwów 2001.